# Пасифе (спутник)
Паси́фе (др.-греч. Πασιφάη) — спутник Юпитера. Открыт 27 января 1908 года британским астрономом Филибером Жаком Мелоттом в Гринвичской королевской обсерватории. Первоначальное обозначение — 1908 CJ или VIII. Своё название получил в 1975 году по имени Пасифаи — жены критского царя Миноса, матери Минотавра.  В период с 1955 по 1975 год его иногда называли «Посейдоном».
Орбита Пасифе имеет очень большой эксцентриситет, а также сильно наклонена к плоскостям эклиптики и вращения Юпитера. Спутник обращается в обратном направлении — то есть в противоположном направлению вращения Юпитера. Принадлежит к группе Пасифе — группе спутников, имеющие орбиты с близкими параметрами. По своим размерам он является крупнейшим спутником с обратным направлением и одним из крупнейших нерегулярных спутников.